# Roukayatou Abdou Issaka
Roukayatou Abdou Issaka est une femme politique nigérienne. Elle fait partie du premier groupe de femmes élues à l'Assemblée nationale en 1989.

## Biographie
Elle est membre du Mouvement national pour la société du développement (MNSD), Roukayatou Issaka fut candidate de Mirriah à l'Assemblée nationale lors des élections de 1989. Le MNSD étant le seul parti légal, elle est élue sans opposition, devenant l'une des premières cinq femmes élues à l'Assemblée nationale avec Bibata Adamou Dakaou, Souna Hadizatou Diallo, Aïssata Karidjo Mounkaïla et Marie Lebihan. L'Assemblée nationale dissoute en 1991, elle n'est pas réélue lors des élections de 1993.